# Медведково (Волоколамський район)
Медведково  (рос. Медведково) — присілок, підпорядкований місту Волоколамську Московської області Росії.
Муніципальне утворення — Волоколамський міський округ. Населення становить 1 особу (2013).

## Історія
З 14 січня 1929 року входить до складу новоутвореної Московської області. Раніше належало до Волоколамського повіту Московської губернії. Належало до Волоколамського району до його ліквідації 9 червня 2019 року.
У 2006-2019 роках органом місцевого самоврядування було сільське поселення Чисменське. Сучасне адміністративне підпорядкування з 2019 року.

## Населення
| 1852 | 1859 | 1890 | 1926 | 2002 | 2006 | 2010 |
| ---- | ---- | ---- | ---- | ---- | ---- | ---- |
| 164  | ↘160 | ↗202 | ↗271 | ↘0   | →0   | ↗1   |